# Molly Hagan
Molly Joan Hagan (Minneapolis, 3 augustus 1961) is een Amerikaanse actrice.

## Biografie
Hagan werd geboren in Minneapolis als jongste in een gezin van zeven kinderen, en groeide op in Fort Wayne. Zij studeerde af aan de Northwestern-universiteit in Illinois. 
Hagan begon in 1985 met acteren in de film First Steps, waarna zij nog meer dan 150 rollen speelde in films en televisieseries.

## Filmografie

### Films
Selectie:
- 2016 Sully - als Doreen Welsh
- 2015 We Are Your Friends - als Francine
- 2014 Petals on the Wind - als
- 2009 Princess Protection Program – als de regisseuse
- 2008 The Lucky Ones – als Pat Cheaver
- 2000 Miracle in Lane 2– als Sheila Yoder
- 1999 Election – als Diane McAllister
- 1996 Sometimes They Come Back... Again – als officier Violet Searcey
- 1996 The Dentist – als Jessica
- 1987 Some Kind of Wonderful – als Shayne
- 1985 Code of Silence – als Diana Luna

### Televisieseries
Uitgezonderd eenmalige gastrollen.
- 2021-2023 Walker - als Abeline Walker - 46 afl.
- 2019-2020 Truth Be Told - als Susan Carver - 4 afl.
- 2019 No Good Nick - als Dorothy - 9 afl.
- 2016-2019 Jane the Virgin - als Patricia Cordero - 7 afl.
- 2015-2019 iZombie - als Eva Moore - 7 afl.
- 2017-2019 The Orville - als Drenala Kitan - 2 afl.
- 2018 Reverie - als Tirzah Hagan - 2 afl.
- 2017 Law & Order True Crime - als Joan Vandermolen - 7 afl.
- 2017 Big Little Lies - als dr. Moriarty - 2 afl.
- 2014-2015 Instant Mom - als Eunice Ebnetter - 3 afl.
- 2015 True Detective - als mrs. Harris - 2 afl.
- 2004-2007 Unfabulous – als Sue Singer – 29 afl.
- 2003 NYPD Blue – als Nancy Ackerman – 2 afl.
- 2002 Greetings from Tucson – als Karen Tobin – 3 afl.
- 2000-2001 Becker – als Sarah – 2 afl.
- 1996-1997 Life's Work – als Dee Dee Lucas – 18 afl.
- 1991-1994 Herman's Head – als Angel – 72 afl.
- 1989 The Nutt House – als Sally Lonnaneck – 10 afl.
- 1987 Alf – als Denise – 2 afl.
- 1985 Knots Landing – als onderzoekster – 2 afl.

- Biblioteca Nacional de España: XX1671008
- Library of Congress Control Number: no2003042367
- Virtual International Authority File: 46448909
- WorldCat: E39PBJmTrRRjywvjtQ96Jcrcyd